# Trois Valses (film)
Pour l'opérette d'Oscar Strauss, voir Trois valses.
Pour plus de détails, voir Fiche technique et Distribution.
Trois Valses est un film musical français de Ludwig Berger sorti en 1938 et adapté de l'opérette homonyme d'Oscar Straus (1935).

## Synopsis
L'action se déroule en trois époques, dont l'impresario Brunner fils est le témoin :
- Première Valse : En 1867, sous le Second Empire, le jeune Octave de Chalencey est amoureux de la danseuse d'opéra Fanny Grandpré et souhaite l'épouser. Face à l'opposition de la famille Chalencey, Fanny se retire.
- Deuxième Valse : En 1900, le fils d'Octave, Philippe, fait la connaissance de la fille de Fanny, Yvette, une célèbre chanteuse d'opérette. Celle-ci préférera rompre avec Philippe, lequel a une réputation de « noceur », afin de poursuivre sa carrière.
- Troisième Valse : En 1937, l'actrice de cinéma Irène Grandpré, petite-fille de Fanny, rencontre Gérard de Chalencey, petit-fils d'Octave. Cette fois, rien ne s'opposera à leur idylle.

## Fiche technique
- Titre : Trois Valses
- Réalisation : Ludwig Berger, assisté de Gilles Grangier (non crédité) et Martin Michel
- Scénario : Léopold Marchand et Albert Willemetz, d'après l'adaptation française pour la scène par ces deux derniers de l'opérette viennoise Drei Walzer
- Dialogue : Hans Müller
- Décors : Jean d'Eaubonne, assisté de Raymond Gabutti, Jacques Gut et Méhu
- Costumes : Jacques Manuel, assisté de Marcel Escoffier
  - Robes d'Yvonne Printemps : Jeanne Lanvin
- Photographie : Eugen Schüfftan, assisté de Paul Portier et Maurice Delattre
- Montage : Bernard Séjourné
- Son : Joseph de Bretagne
- Musique : Oscar Straus, sur des thèmes de Johann Strauss père et fils
  - Direction musicale : André Cadou
- Chorégraphie : Léo Staats
- Production : Pierre Danis
- Société de production : SOFROR
- Société de distribution : Vedis-Films
- Pays :  France
- Format : Noir et blanc - 35 mm - 1,37:1 - Son mono
- Durée : 101 min.
- Genre : Comédie / Film musical
- Date de sortie : 
  - France : 14 décembre 1938

## Distribution
| - Yvonne Printemps : Fanny Grandpré (1867) / Yvette Grandpré (1900) / Irène Grandpré (1937) - Pierre Fresnay : Octave de Chalencey (1867) / Philippe de Chalencey (1900) / Gérard de Chalencey (1937) - Henri Guisol : Brunner fils (1867, 1900 et 1937) - Jean Périer : Le président de Chalencey - Pierre Stephen : Le journaliste - Robert Vattier : Le metteur en scène - Jeanne Helbling : L'Impératrice Eugénie - Max Maxudian : Napoléon III - Georges Cahuzac : L'acteur interprétant l'Empereur - Adolf E. Licho : Le producteur - Paul Demange : Le régisseur - Guy Sloux : Antoine - Yolanda : La chanteuse - Laure Diana : Une petite femme - France Ellys : La marquise de Chalencey - Jane Marken : Céleste - Missia : L'habilleuse - Colette Régis : Sarah Bernhardt - Génia Vaury : L'actrice interprétant l'Impératrice - Guillaume de Sax : Le maréchal de Chalencey - Louis-Jacques Boucot : Brunner père | Non crédités - Buguet : Le ténor - Jean Dorane : Un groom - Luce Fabiole : La dame du vestiaire - Gustave Gallet : L'agent d'assurances - Maurice Schutz : Cyprien - Claire Gérard : La femme de Cyprien - Armand Larcher : Le directeur des studios - Charles Lemontier : Le maître d'hôtel - Germaine Michel : Mme Morel - André Numès Fils : Le pompier - Julienne Paroli : La mère d'une danseuse - Jeanne Reinhardt : Une seconde petite femme - Noël Roquevert : Un douanier à l'aéroport - André Siméon : Le portier du théâtre - Léo Staats : Beltramini - Pierre Vimont : L'assistant - Raymond Dandy - Davia - Pierre Ferval - Émile Roques |

## Autour du film
Le film a été tourné dans la foulée de la création française de l'œuvre, le 21 avril 1937 au théâtre des Bouffes-Parisiens, avec Yvonne Printemps et Pierre Fresnay.